# Rakaj
Rakaj (albanska: Rakaj, serbiska: Raka) är en by i Kosovo. Den ligger i kommunen Ferizaj. Enligt den senaste folkräkningen år 2011 fanns det 976 invånare.

## Demografi
| Demografi   | 2011 |
| ----------- | ---- |
| albaner     | 975  |
| odeklarerad | 1    |